# Seta (símbolo)
Uma seta é um símbolo gráfico usado para apontar ou indicar uma direção, cuja forma mais básica é um segmento de reta com um triângulo  fixado em um dos finais, e cuja forma mais complexa pode representar uma seta propriamente dita (➵ U+27B5). O sentido apontado pela seta é paralelo ao segmento de reta e indicado pela posição do triângulo.

## Seta para o norte
A seta a o norte é usada em plantas baixas e mapas para indicar o sentido do norte, como o ponteiro de uma bússola.

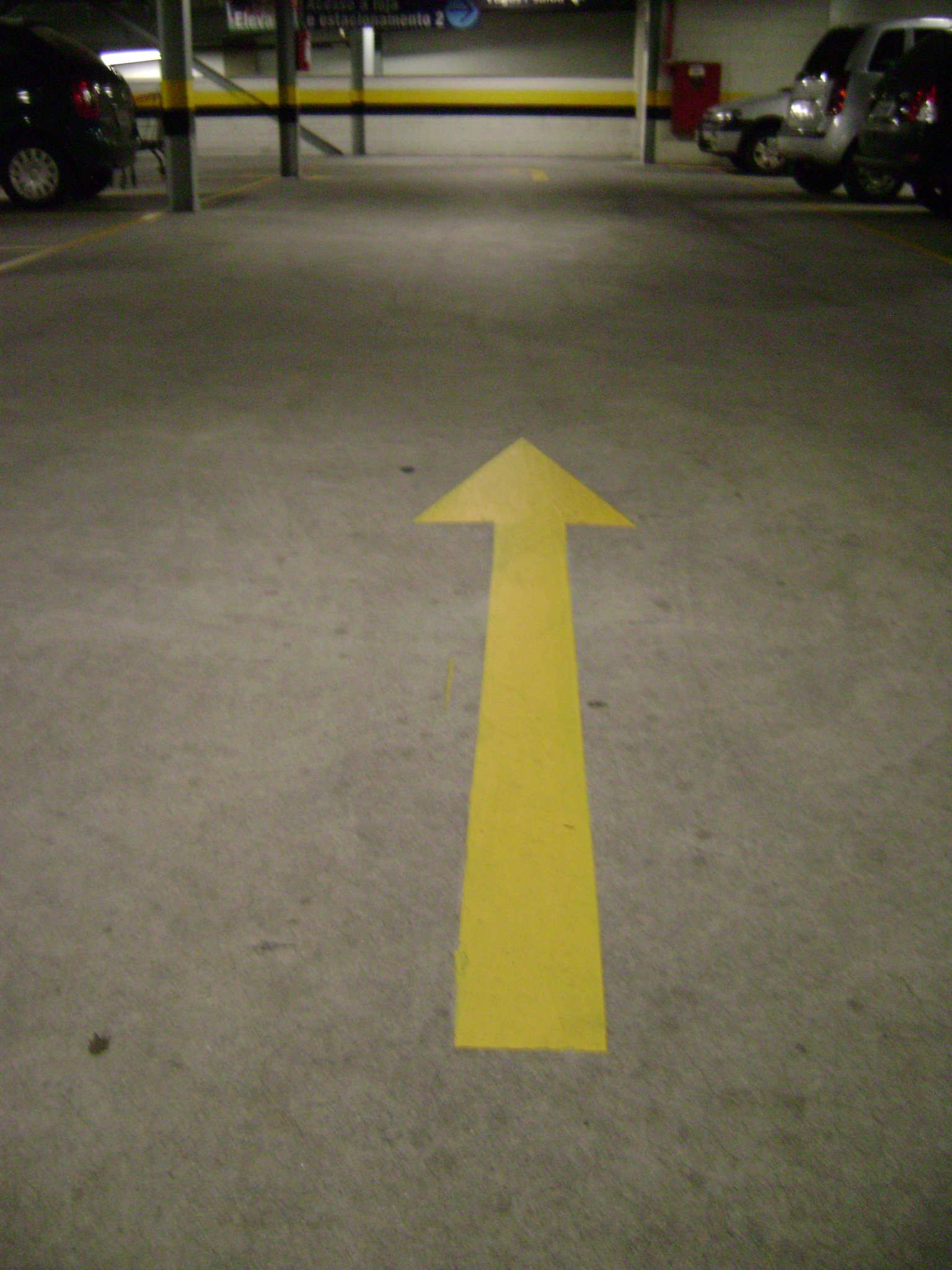
Uma seta indicativa de mão de direção, em um estacionamento.

## Setas em Unicode
Em Unicode, os símbolos de seta ocupam o bloco de códigos hexadecimais na faixa U+2190–U+21FF, como descrito abaixo.
| Símbolo           | Nome                                | Símbolo           | Nome                                                                       | Símbolo           | Nome                                             | Símbolo           | Nome                                                    |
| Hexa              | Nome                                | Hexa              | Nome                                                                       | Hexa              | Nome                                             | Hexa              | Nome                                                    |
| Imagem do símbolo | Imagem do símbolo                   | Imagem do símbolo | Imagem do símbolo                                                          | Imagem do símbolo | Imagem do símbolo                                | Imagem do símbolo | Imagem do símbolo                                       |
| ----------------- | ----------------------------------- | ----------------- | -------------------------------------------------------------------------- | ----------------- | ------------------------------------------------ | ----------------- | ------------------------------------------------------- |
| ←                 | Seta para a esquerda                | ↬                 | Seta para a direita com loop                                               | ⇈                 | Setas duplas pareadas para cima                  | ⇤                 | Seta para a esquerda com barra                          |
| U+2190            | Seta para a esquerda                | U+21ac            | Seta para a direita com loop                                               | U+21c8            | Setas duplas pareadas para cima                  | U+21e4            | Seta para a esquerda com barra                          |
|                   |                                     |                   |                                                                            |                   |                                                  |                   |                                                         |
| ↑                 | Seta para cima                      | ↭                 | Seta para a esquerda e direita ondulada                                    | ⇉                 | Setas duplas pareadas para a direita             | ⇥                 | Seta para a direita com barra                           |
| U+2191            | Seta para cima                      | U+21ad            | Seta para a esquerda e direita ondulada                                    | U+21c9            | Setas duplas pareadas para a direita             | U+21e5            | Seta para a direita com barra                           |
|                   |                                     |                   |                                                                            |                   |                                                  |                   |                                                         |
| →                 | Seta para a direita                 | ↮                 | Seta para a esquerda e direita com traço                                   | ⇊                 | Setas duplas pareadas para baixo                 | ⇦                 | Seta grossa para a esquerda                             |
| U+2192            | Seta para a direita                 | U+21ae            | Seta para a esquerda e direita com traço                                   | U+21ca            | Setas duplas pareadas para baixo                 | U+21e6            | Seta grossa para a esquerda                             |
|                   |                                     |                   |                                                                            |                   |                                                  |                   |                                                         |
| ↓                 | Seta para baixo                     | ↯                 | Seta para baixo em ziguezague                                              | ⇋                 | Arpão para a esquerda sobre arpão para a direita | ⇧                 | Seta grossa para cima                                   |
| U+2193            | Seta para baixo                     | U+21af            | Seta para baixo em ziguezague                                              | U+21cb            | Arpão para a esquerda sobre arpão para a direita | U+21e7            | Seta grossa para cima                                   |
|                   |                                     |                   |                                                                            |                   |                                                  |                   |                                                         |
| ↔                 | Seta para a esquerda e direita      | ↰                 | Seta para cima com ponta virada para a esquerda                            | ⇌                 | Arpão para a direita sobre arpão para a esquerda | ⇨                 | Seta grossa para a direita                              |
| U+2194            | Seta para a esquerda e direita      | U+21b0            | Seta para cima com ponta virada para a esquerda                            | U+21cc            | Arpão para a direita sobre arpão para a esquerda | U+21e8            | Seta grossa para a direita                              |
|                   |                                     |                   |                                                                            |                   |                                                  |                   |                                                         |
| ↕                 | Seta para cima e baixo              | ↱                 | Seta para cima com ponta virada para a direita                             | ⇍                 | Seta dupla para a esquerda com traço             | ⇩                 | Seta grossa para baixo                                  |
| U+2195            | Seta para cima e baixo              | U+21b1            | Seta para cima com ponta virada para a direita                             | U+21cd            | Seta dupla para a esquerda com traço             | U+21e9            | Seta grossa para baixo                                  |
|                   |                                     |                   |                                                                            |                   |                                                  |                   |                                                         |
| ↖                 | Seta para noroeste                  | ↲                 | Seta para baixo com ponta virada para a esquerda                           | ⇎                 | Seta dupla para a esquerda e direita com traço   | ⇪                 | Seta grossa para cima com barra                         |
| U+2196            | Seta para noroeste                  | U+21b2            | Seta para baixo com ponta virada para a esquerda                           | U+21ce            | Seta dupla para a esquerda e direita com traço   | U+21ea            | Seta grossa para cima com barra                         |
|                   |                                     |                   |                                                                            |                   |                                                  |                   |                                                         |
| ↗                 | Seta para nordeste                  | ↳                 | Seta para baixo com ponta virada para a direita                            | ⇏                 | Seta para a direita com traço                    | ⇫                 | Seta grossa para cima com pedestal                      |
| U+2197            | Seta para nordeste                  | U+21b3            | Seta para baixo com ponta virada para a direita                            | U+21cf            | Seta para a direita com traço                    | U+21eb            | Seta grossa para cima com pedestal                      |
|                   |                                     |                   |                                                                            |                   |                                                  |                   |                                                         |
| ↘                 | Seta para sudeste                   | ↴                 | Seta para a direita com ponta virada para baixo                            | ⇐                 | Seta dupla para a esquerda                       | ⇬                 | Seta grossa para cima com pedestal e barra horizontal   |
| U+2198            | Seta para sudeste                   | U+21b4            | Seta para a direita com ponta virada para baixo                            | U+21d0            | Seta dupla para a esquerda                       | U+21ec            | Seta grossa para cima com pedestal e barra horizontal   |
|                   |                                     |                   |                                                                            |                   |                                                  |                   |                                                         |
| ↙                 | Seta para sudoeste                  | ↵                 | Seta longa para baixo com ponta virada para a esquerda                     | ⇑                 | Seta dupla para cima                             | ⇭                 | Seta grossa para cima com pedestal e barra vertical     |
| U+2199            | Seta para sudoeste                  | U+21b5            | Seta longa para baixo com ponta virada para a esquerda                     | U+21d1            | Seta dupla para cima                             | U+21ed            | Seta grossa para cima com pedestal e barra vertical     |
|                   |                                     |                   |                                                                            |                   |                                                  |                   |                                                         |
| ↚                 | Seta para a esquerda com traço      | ↶                 | Seta superior semicircular em sentido anti-horário                         | ⇒                 | Seta dupla para a direita                        | ⇮                 | Seta dupla grossa para cima                             |
| U+219a            | Seta para a esquerda com traço      | U+21b6            | Seta superior semicircular em sentido anti-horário                         | U+21d2            | Seta dupla para a direita                        | U+21ee            | Seta dupla grossa para cima                             |
|                   |                                     |                   |                                                                            |                   |                                                  |                   |                                                         |
| ↛                 | Seta para a direita com traço       | ↷                 | Seta superior semicircular em sentido horário                              | ⇓                 | Seta dupla para baixo                            | ⇯                 | Seta dupla grossa para cima com pedestal                |
| U+219b            | Seta para a direita com traço       | U+21b7            | Seta superior semicircular em sentido horário                              | U+21d3            | Seta dupla para baixo                            | U+21ef            | Seta dupla grossa para cima com pedestal                |
|                   |                                     |                   |                                                                            |                   |                                                  |                   |                                                         |
| ↜                 | Seta ondulada para a esquerda       | ↸                 | Seta para noroeste com barra longa                                         | ⇔                 | Seta dupla para a esquerda e direita             | ⇰                 | Seta grossa para a direita da parede                    |
| U+219c            | Seta ondulada para a esquerda       | U+21b8            | Seta para noroeste com barra longa                                         | U+21d4            | Seta dupla para a esquerda e direita             | U+21f0            | Seta grossa para a direita da parede                    |
|                   |                                     |                   |                                                                            |                   |                                                  |                   |                                                         |
| ↝                 | Seta ondulada para a direita        | ↹                 | Seta para a esquerda para a barra sobre a seta para a direita para a barra | ⇕                 | Seta dupla para cima e baixo                     | ⇱                 | Seta noroeste para canto                                |
| U+219d            | Seta ondulada para a direita        | U+21b9            | Seta para a esquerda para a barra sobre a seta para a direita para a barra | U+21d5            | Seta dupla para cima e baixo                     | U+21f1            | Seta noroeste para canto                                |
|                   |                                     |                   |                                                                            |                   |                                                  |                   |                                                         |
| ↞                 | Seta de duas pontas para a esquerda | ↺                 | Seta de círculo aberto no sentido anti-horário                             | ⇖                 | Seta dupla para noroeste                         | ⇲                 | Seta sudeste para canto                                 |
| U+219e            | Seta de duas pontas para a esquerda | U+21ba            | Seta de círculo aberto no sentido anti-horário                             | U+21d6            | Seta dupla para noroeste                         | U+21f2            | Seta sudeste para canto                                 |
|                   |                                     |                   |                                                                            |                   |                                                  |                   |                                                         |
| ↟                 | Seta de duas pontas para cima       | ↻                 | Seta de círculo aberto no sentido horário                                  | ⇗                 | Seta dupla para nordeste                         | ⇳                 | Seta grossa para cima e baixo                           |
| U+219f            | Seta de duas pontas para cima       | U+21bb            | Seta de círculo aberto no sentido horário                                  | U+21d7            | Seta dupla para nordeste                         | U+21f3            | Seta grossa para cima e baixo                           |
|                   |                                     |                   |                                                                            |                   |                                                  |                   |                                                         |
| ↠                 | Seta de duas pontas para a direita  | ↼                 | Arpão para a esquerda com farpa para cima                                  | ⇘                 | Seta dupla para sudeste                          | ⇴                 | Seta para direita com círculo pequeno                   |
| U+21a0            | Seta de duas pontas para a direita  | U+21bc            | Arpão para a esquerda com farpa para cima                                  | U+21d8            | Seta dupla para sudeste                          | U+21f4            | Seta para direita com círculo pequeno                   |
|                   |                                     |                   |                                                                            |                   |                                                  |                   |                                                         |
| ↡                 | Seta de duas pontas para baixo      | ↽                 | Arpão para a esquerda com farpa para baixo                                 | ⇙                 | Seta dupla para sudoeste                         | ⇵                 | Seta para baixo ao lado de seta para cima               |
| U+21a1            | Seta de duas pontas para baixo      | U+21bd            | Arpão para a esquerda com farpa para baixo                                 | U+21d9            | Seta dupla para sudoeste                         | U+21f5            | Seta para baixo ao lado de seta para cima               |
|                   |                                     |                   |                                                                            |                   |                                                  |                   |                                                         |
| ↢                 | Seta para a esquerda com cauda      | ↾                 | Arpão para cima com farpa para a direita                                   | ⇚                 | Seta tripla para a esquerda                      | ⇶                 | Setas triplas pareadas para a direita                   |
| U+21a2            | Seta para a esquerda com cauda      | U+21be            | Arpão para cima com farpa para a direita                                   | U+21da            | Seta tripla para a esquerda                      | U+21f6            | Setas triplas pareadas para a direita                   |
|                   |                                     |                   |                                                                            |                   |                                                  |                   |                                                         |
| ↣                 | Seta para a direita com cauda       | ↿                 | Arpão para cima com farpa para a esquerda                                  | ⇛                 | Seta tripla para a direita                       | ⇷                 | Seta para a esquerda com traço vertical                 |
| U+21a3            | Seta para a direita com cauda       | U+21bf            | Arpão para cima com farpa para a esquerda                                  | U+21db            | Seta tripla para a direita                       | U+21f7            | Seta para a esquerda com traço vertical                 |
|                   |                                     |                   |                                                                            |                   |                                                  |                   |                                                         |
| ↤                 | Seta para a esquerda de barra       | ⇀                 | Arpão para a direita com farpa para cima                                   | ⇜                 | Seta rabiscada para a esquerda                   | ⇸                 | Seta para a direita com traço vertical                  |
| U+21a4            | Seta para a esquerda de barra       | U+21c0            | Arpão para a direita com farpa para cima                                   | U+21dc            | Seta rabiscada para a esquerda                   | U+21f8            | Seta para a direita com traço vertical                  |
|                   |                                     |                   |                                                                            |                   |                                                  |                   |                                                         |
| ↥                 | Seta para cima de barra             | ⇁                 | Arpão para a direita com farpa para baixo                                  | ⇝                 | Seta rabiscada para a direita                    | ⇹                 | Seta para a direita e esquerda com traço vertical       |
| U+21a5            | Seta para cima de barra             | U+21c1            | Arpão para a direita com farpa para baixo                                  | U+21dd            | Seta rabiscada para a direita                    | U+21f9            | Seta para a direita e esquerda com traço vertical       |
|                   |                                     |                   |                                                                            |                   |                                                  |                   |                                                         |
| ↦                 | Seta para a direita de barra        | ⇂                 | Arpão para baixo com farpa para a direita                                  | ⇞                 | Seta para cima com traço duplo                   | ⇺                 | Seta para a esquerda com traço vertical duplo           |
| U+21a6            | Seta para a direita de barra        | U+21c2            | Arpão para baixo com farpa para a direita                                  | U+21de            | Seta para cima com traço duplo                   | U+21fa            | Seta para a esquerda com traço vertical duplo           |
|                   |                                     |                   |                                                                            |                   |                                                  |                   |                                                         |
| ↧                 | Seta para baixo de barra            | ⇃                 | Arpão para baixo com farpa para a esquerda                                 | ⇟                 | Seta para baixo com traço duplo                  | ⇻                 | Seta para a esquerda com traço vertical duplo           |
| U+21a7            | Seta para baixo de barra            | U+21c3            | Arpão para baixo com farpa para a esquerda                                 | U+21df            | Seta para baixo com traço duplo                  | U+21fb            | Seta para a esquerda com traço vertical duplo           |
|                   |                                     |                   |                                                                            |                   |                                                  |                   |                                                         |
| ↨                 | Seta para cima e baixo com base     | ⇄                 | Seta para a direita sobre a seta para a esquerda                           | ⇠                 | Seta tracejada para a esquerda                   | ⇼                 | Seta para a direita e esquerda com traço vertical duplo |
| U+21a8            | Seta para cima e baixo com base     | U+21c4            | Seta para a direita sobre a seta para a esquerda                           | U+21e0            | Seta tracejada para a esquerda                   | U+21fc            | Seta para a direita e esquerda com traço vertical duplo |
|                   |                                     |                   |                                                                            |                   |                                                  |                   |                                                         |
| ↩                 | Seta para a esquerda com gancho     | ⇅                 | Seta para cima para a esquerda da seta para baixo                          | ⇡                 | Seta tracejada para cima                         | ⇽                 | Seta de ponta aberta para a esquerda                    |
| U+21a9            | Seta para a esquerda com gancho     | U+21c5            | Seta para cima para a esquerda da seta para baixo                          | U+21e1            | Seta tracejada para cima                         | U+21fd            | Seta de ponta aberta para a esquerda                    |
|                   |                                     |                   |                                                                            |                   |                                                  |                   |                                                         |
| ↪                 | Seta para a direita com gancho      | ⇆                 | Seta para a esquerda sobre a seta para a direita                           | ⇢                 | Seta tracejada para a direita                    | ⇾                 | Seta de ponta aberta para a direita                     |
| U+21aa            | Seta para a direita com gancho      | U+21c6            | Seta para a esquerda sobre a seta para a direita                           | U+21e2            | Seta tracejada para a direita                    | U+21fe            | Seta de ponta aberta para a direita                     |
|                   |                                     |                   |                                                                            |                   |                                                  |                   |                                                         |
| ↫                 | Seta para a esquerda com loop       | ⇇                 | Setas duplas pareadas para a esquerda                                      | ⇣                 | Seta tracejada para baixo                        | ⇿                 | Seta de ponta aberta para a esquerda e direita          |
| U+21ab            | Seta para a esquerda com loop       | U+21c7            | Setas duplas pareadas para a esquerda                                      | U+21e3            | Seta tracejada para baixo                        | U+21ff            | Seta de ponta aberta para a esquerda e direita          |
|                   |                                     |                   |                                                                            |                   |                                                  |                   |                                                         |